# Tributyltinchloride
Tributyltinchloride of TBTC is een organotinverbinding met als brutoformule C12H27SnCl. De zuivere stof komt voor als een kleurloze tot gele vloeistof, die vrijwel onoplosbaar is in water. De organometaalverbinding is vrij stabiel ten opzichte van hydrolyse en oxidatie.

## Synthese
Tributyltinchloride kan bereid worden door reactie van tin(IV)chloride met tributylaluminium:
{\displaystyle \mathrm {SnCl_{4}\ +\ (C_{4}H_{9})_{3}Al\longrightarrow \ (C_{4}H_{9})_{3}SnCl\ +\ AlCl_{3}} }

## Toepassingen
Tributyltinchloride wordt, net zoals andere tributyltinverbindingen (zoals tributyltinhydride), gebruikt als antisepticum tegen schimmels en mijten en teken. Onder andere textiel, leer, papier en hout worden daartegen behandeld. Het werd vroeger ook ingezet als anti-aanslag om de biologische aanslag van algen en zeepokken op de scheepsrompen tegen te gaan. Het gebruik daartoe is echter sterk gereglementeerd en grotendeels worden alternatieve middelen ingezet. Dit vanwege de hoge toxiciteit van organotinverbindingen.